# Philipp von Cognac
Philipp von Cognac (franz.: Philippe de Cognac, engl.: Philip of Cognac; * wohl um 1180; † nach 1201) war ein illegitimer Sohn des englischen Königs Richard Löwenherz und einer namentlich nicht bekannten Mutter. Seine Existenz ist nur in zwei zeitgenössischen und einem in der zweiten Hälfte des 13. Jahrhunderts zusammengestellten Urkundenverzeichnis belegt. 
Der anglo-normannische Chronist Roger von Hoveden berichtet für das Spätjahr 1199, dass Philipp den Vizegrafen Adémar V. von Limoges getötet habe, aus Vergeltung für den Tod seines Vaters wenige Wochen zuvor. Richard Löwenherz war während des Kampfs gegen den Vizegrafen bei der Belagerung dessen Burg Châlus im April 1199 tödlich verwundet worden. Der Wahrheitsgehalt des Rachemordes ist allerdings nicht mehr nachzuprüfen. Hoveden war kein Augenzeuge der Ereignisse des Jahres 1199 und zudem nicht in Frankreich zugegen. Auch wird der Mord von keinem anderen Bericht bestätigt, vielmehr steht dem ein für den Vizegrafen verfasstes Klagelied (Plac e sospir) des Troubadours Giraud de Bornelh entgegen, der lediglich von einem unerwarteten Tod, nicht aber von einem unnatürlichen Tod des Vizegrafen spricht.
Ein weiteres Mal genannt wird Philipp in einer im Jahr 1201 ausgestellten Urkunde seines Onkels, König Johann Ohneland, der ihm darin eine Mark Silber als Geschenk bestätigt. „Et Philippo f. R. Ricardi 1 m. de dono R.“
Im Besitz der Burg Cognac wird Philipp bereits von Hoveden genannt, die er von seinem Vater erhalten habe. In einem später entstandenen Register des Grafen Alfons von Poitiers (1220–1270) wird er als ehemaliger Burgherr bestätigt, demnach Philipp durch eine von seinem Vater veranlasste Heirat mit der Erbin der zuvor in Cognac ansässigen Familie in den Besitz der Burg gelangte.

## Rezeption
Hovedens Bericht von Philipps vermeintlichem Rachemord an den Vizegrafen von Limoges wurde mehrere Jahrhunderte später von William Shakespeare aufgegriffen. In seinem König Johann rächt der königliche Bastard Philipp Faulconbridge den Tod seines Vaters Richard Löwenherz, indem er dessen Mörder Limoges, Duke of Austria, tötet.
In dem britischen Fernsehfilm Gwyn – Prinzessin der Diebe (OT: Princess of Thieves, 2001), mit Keira Knightley in der Titelrolle, wird die Rolle des Philipp von Stephen Moyer dargestellt.